# Léon Deladerrière
Léon Deladerrière, surnommé P'tit Léon, est un footballeur international français né le 26 juin 1927 à Annœullin (Nord) et mort le 11 mars 2013 à Rixheim (Haut-Rhin), à l'âge de 85 ans.

## Biographie
Il a été révélé comme ailier gauche au FC Nancy. Il est sélectionné en équipe de France une première fois le 20 avril 1952, dans un match amical contre le Portugal. Les Français gagnent 3-0 et P'tit Léon donne la passe décisive pour les trois buts, et gagne sa place chez les Tricolores.
Cette même année, il dispute le premier match France-Allemagne de l'après-guerre (victoire française 3 à 1).
L'année suivante, il va en finale de Coupe de France avec Nancy. Il reste dans ce club jusqu'en 1959, avant de rejoindre le Toulouse FC.
Dans la ville rose, il commence sa reconversion en devenant entraîneur-joueur, à partir de 1961 (il est sorti major du stage d'entraineur cette année-là). Il abandonne définitivement les crampons en 1963, pour une carrière de technicien à plein temps.
Il entraîne alors successivement, Nancy, Châteauroux, Mulhouse et Boulogne.

## Palmarès
- International français de 1952 à 1958 (11 sélections[1] et 3 buts marqués)
- Finaliste de la Coupe de France 1953 avec le FC Nancy
- Champion de France D2 en 1958 avec le FC Nancy